# Głąbie
Głąbie ist ein Dorf in Polen in der Woiwodschaft Łódź. Der Ort gehört zum Schulzenamt Stare Skoszewy in der Gmina Nowosolna. Er befindet sich 600 m nordwestlich von Stare Skoszewy am linken Ufer des Flüsschens Moszczenica.

## Ortsname
Der Ortsname Głąbie bedeutet „Senken“, womit der Name zugleich erklärt, warum dieses Land Ende des 18. Jahrhunderts noch nicht besiedelt war.
Die deutsche Version des Namens ist Glombie oder Głombie. Andere ältere Versionen des Ortsnamens sind: (Olędry) Głąbie, (Colonia) Głąbie, Głombia, Głombie Colonia, villa Głombie.

## Geschichte
Im Jahr 1795 – die Gegend war zwei Jahre zuvor mit der zweiten polnischen Teilung als Teil Südpreußens zu Preußen gelangt – sollen vom Gut Skoszewy aus die drei deutschen Dörfer Głogowiec, Głąbie und Boginia gegründet worden sein, nach anderen Angaben begann die deutsche Besiedlung der Region erst im Jahr 1796. Sicher nachweisen lässt sich der Ort erst im Jahr 1798, als im katholischen Kirchenbuch von Skoszewy Stare die ersten beiden Taufen aus Głąbie festgehalten wurden – eine evangelische Kirche gab es in der Region noch nicht, so dass die kirchlichen Handlungen in der nächstgelegenen katholischen Kirche registriert wurden. Die Bevölkerung des Ortes war rein evangelisch und stammte der Herkunft nach aus Pommern.
Bereits im Jahr 1798 hatten die drei Dörfer Głąbie, Głogowiec und Boginia eine gemeinsame Schule mit 13 Schülern, die von dem Lehrer „Kerrentopf“ (Kerntopf) unterrichtet wurden. Diese Schule befand sich offenbar in Głąbie, denn hier lebte die Familie des Lehrers und ist mit den Taufen zweier Kinder 1799 und 1801 nachgewiesen. Ob sich ein Nachfolger für diesen Lehrer fand, ist nicht bekannt.
Im Jahr 1807 wurde die Region ein Teil des neu gegründeten Herzogtums Warschau, und ab 1815 gehörte sie zu Kongresspolen.
Im Jahr 1825 gab es in Głąbie 11 Siedlerstellen mit 84 Einwohnern (incl. Gesinde), zehn Jahre später waren es nur noch 10 Siedler mit 43 Angehörigen (da zu dieser Zeit das Gesinde etwa 30 % der dörflichen Bevölkerung ausmachte, dürfte die tatsächliche Einwohnerzahl bei etwa 76 Personen gelegen haben). Zu dieser Zeit gehörte der Ort, gemeinsam mit Załęże, Skoszewy, Głogowiec, Boginia, Skoszewka und Grabina, in denen ebenfalls deutsche Siedler lebten, zur Grundherrschaft Warszewice.
Mit der Gründung des evangelischen Kirchspiels Brzeziny 1826 wurde Głąbie dort eingepfarrt.
Spätestens seit 1830 gab es in Głogowiec eine Kantoratsschule, ein Lehrer in Boginia wird 1839 genannt – welche der beiden Schulen die Kinder aus Głąbie zu dieser Zeit besuchten, ist nicht überliefert.
Von 1859 bis 1954 gehörte Głąbie zur Gmina Niesułków.
Zur Zeit des polnischen Aufstandes von 1863/64 kam es nicht weit von Głąbie zu Kampfhandlungen, die als "Schlacht bei Dobra" in die Überlieferung der Deutschen der Region einging. Die Polen unterlagen bei dieser Auseinandersetzung.
Ein Teil der deutschen Familien wanderte in den 1870er Jahren nach Wolhynien ab, so dass im Jahr 1933 nur noch sechs bis sieben Familien den Friedhof des Dorfes als Begräbnisstätte nutzten die freiwerdenden Höfe gingen an polnische Familien über.
1912 wurde die deutschsprachige Kantoratsschule in Głogowiec in eine Elementarschule umgewandelt, was bedeutet, dass der Unterricht nunmehr auf Russisch gehalten wurde.
Im Ersten Weltkrieg lag der Ort mitten im Kampfgebiet der Schlacht um Łódź. Während in den umliegenden Dörfern zahlreiche Höfe niederbrannten, blieben die Gebäude in Głąbie verschont. Ob Personen zu Schaden kamen, ist nicht bekannt.
1935 lebten in Głąbie noch etwa 40 Deutsche.
Zur Zeit der deutschen Besetzung im Zweiten Weltkrieg gehörte Głąbie zum Reichsgau Wartheland.

## Verweise